# Patrice Halgand

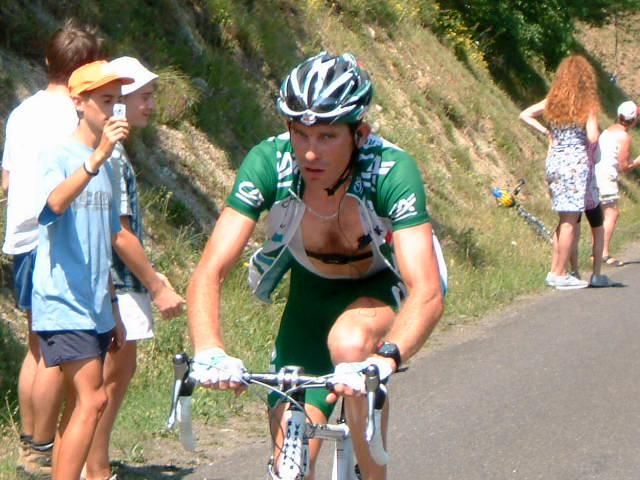
Patice Halgand al Tour de França de 2005

Patrice Halgand (Saint-Nazaire, Loira Atlàntic, 2 de març de 1974) va ser un ciclista francès que fou professional entre 1995 i 2008. En el seu palmarès destaca una victòria d'etapa al Tour de França de 2002.

## Palmarès
- 1997
  - 1r a l'Étoile de Bessèges i vencedor d'una etapa
  - 1r a la Volta a Xile i vencedor d'una etapa
- 1999
  - 1r a A travers le Morbihan
- 2000
  - 1r a la Copa de França de ciclisme
  - 1r a A travers le Morbihan
  - 1r al Trofeu dels Escaladors
  - 1r al Tour del Llemosí
  - Vencedor d'una etapa de la Ruta del Sud
- 2001
  - 1r als Boucles de l'Aulne
  - 1r al Regio Tour i vencedor de 2 etapes
  - Vencedor d'una etapa del Critèrium Internacional
- 2002
  - 1r al Tour del Llemosí i vencedor d'una etapa
  - Vencedor d'una etapa del Tour de França
  - Vencedor d'una etapa del Critèrium del Dauphiné Libéré
  - Vencedor d'una etapa dels Quatre dies de Dunkerque
- 2005
  - Vencedor d'una etapa de la Ruta del Sud
- 2006
  - Vencedor d'una etapa al Tour de l'Ain
  - Vencedor d'una etapa de la Ruta del Sud
- 2007
  - Vencedor d'una etapa al Tour de l'Ain
- 2008
  - Vencedor d'una etapa al Tour de Valònia

### Resultats al Giro d'Itàlia
- 2005. 23è de la classificació general
- 2006. 14è de la classificació general
- 2007. Abandona (6a etapa)

### Resultats al Tour de França
- Tour de França de 2001. 55è de la classificació general
- Tour de França de 2002. 52è de la classificació general. Vencedor d'una etapa
- Tour de França de 2003. 40è de la classificació general
- Tour de França de 2004. 39è de la classificació general
- Tour de França de 2005. 52è de la classificació general
- Tour de França de 2006. 48è de la classificació general
- Tour de França de 2007. 30è de la classificació general

### Resultats a la Volta a Espanya
- 2008. No surt (15a etapa)